# El Rieral
El Rieral és un conjunt d'edificis industrials del municipi de Castellar del Vallès (Vallès Occidental). El conjunt forma part de l'Inventari del Patrimoni Arquitectònic de Catalunya.

## Descripció
És un conjunt d'edificacions industrials situat als marges del riu Ripoll. Les naus segueixen l'estructura habitual de la zona. Es tracta majoritàriament d'edificis de planta rectangular amb teulada de doble vessant. L'alçada acostuma a ser de tres plantes disposant-se en la façana un seguit de finestretes. El conjunt de naus del Rieral està disposat al voltant de dos patis als quals s'accedeix per unes portes de ferro forjat. El conjunt ofereix un aspecte desordenat produït per l'ampliació de la indústria al llarg dels anys.

## Història
Del molí del Rieral es desconeix el seu origen, però es conserven dades referents als diferents propietaris i llogaters. L'any 1872, Agustí Galí, de Terrassa, tenia al Rieral un molí fariner i bataner, a la vegada estava establert al molí de Fontscalents. A finals del segle xix el molí era propietat del senyor Joaquin Mª de Paz, antic senador del regne, que tenia llogat el molí a la firma Vídua de Tey i Turuguet. Al llarg d'aquest segle, la fàbrica ha canviat moltes vegades de llogater, mantenint-se gairebé sempre les instal·lacions de batans i desgreixadors de teixits de llana.